# 新・百合族2
『新・百合族2』は、1994年に製作された日本のオリジナルビデオ。 
前作は『新・百合族 先生、キスしたことありますか?』。続編として『新・百合族3』が製作されている。

## ストーリー
女子高生の山本さとみの古文教師兼お目付役の綾子が一ヶ月間、研修で家を空けることになった。やっと一人になれると喜んださとみだが、今度は倉橋朋子という同級生が下宿することになった。そしてさとみの憧れの美術講師の大沢京（みやこ）が二人に絵のモデルになるように頼む。二人は森のアトリエに向かう。朋子はみやこが描いた半獣神像に恋い焦がれていくが・・・

## キャスト
- 三浦綺音 -山本さとみ 役
- 真弓倫子 -島田綾子 役
- 原久美子 -大沢京 役
- 沢田奈緒美 -倉橋朋子 役
- 柴田理恵
- 梶原聡
- 大河内浩